# Edifício da Suprema Corte dos Estados Unidos
O Edifício da Suprema Corte dos Estados Unidos (em inglês: Supreme Court Building) é a sede da Suprema Corte dos Estados Unidos desde 1935. Localiza-se na First Street, Capitol Hill, na região Nordeste de Washington, D.C. Como está próximo ao Capitólio, está sob a jurisdição do Arquiteto do Capitólio. Foi designado um Marco Histórico Nacional em 1987, mas não integra o Registro Nacional de Lugares Históricos.

## História
Antes da criação de Washington, D.C, a capital nacional foi durante pouco tempo a cidade de Nova Iorque e, posteriormente, Filadélfia. Durante este período em que Filadélfia foi a capital, a Suprema Corte se reunia no Independence Hall e eventualmente na Old City Hall. Em 1800, quando o governo federal foi oficialmente estabelecido em Washington, a Suprema Corte passou a ser reunir em um pequena sala do Capitólio, que foi gradativamente ocupada pelo Senado.
Em 1929, o então Chefe de Justiça, William Howard Taft (que havia servido como presidente entre 1909 e 1913) propôs que a Suprema Corte obtivesse sua sede própria. Autorizado pelo Congresso, Taft contratou o arquiteto Cass Gilbert (autor de vários edifícios públicos nos Estados Unidos) como idealizador da obra. Contudo, nem Taft ou Gilbert sobreviveram para ver a conclusão da obra, que foi inaugurada no mandato do Chefe de Justiça Charles Hughes e com a assinatura dos arquitetos Cass Gilbert, Jr. e John R. Rockart. Como o prédio teve custo abaixo da verba liberado pelo Congresso (US$9.740.000), cerca de US$94.000 retornaram ao Departamento do Tesouro.

## Galeria

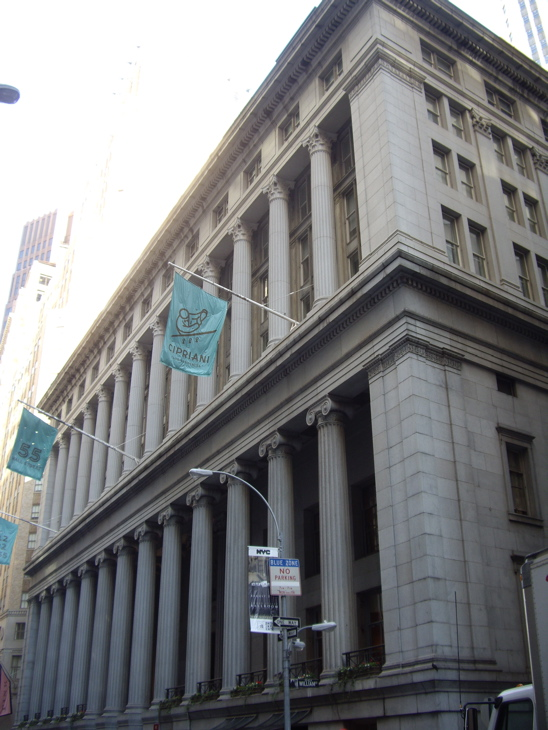
Merchants Exchange Building (hoje 55 Wall Street), primeira sede da Suprema Corte.
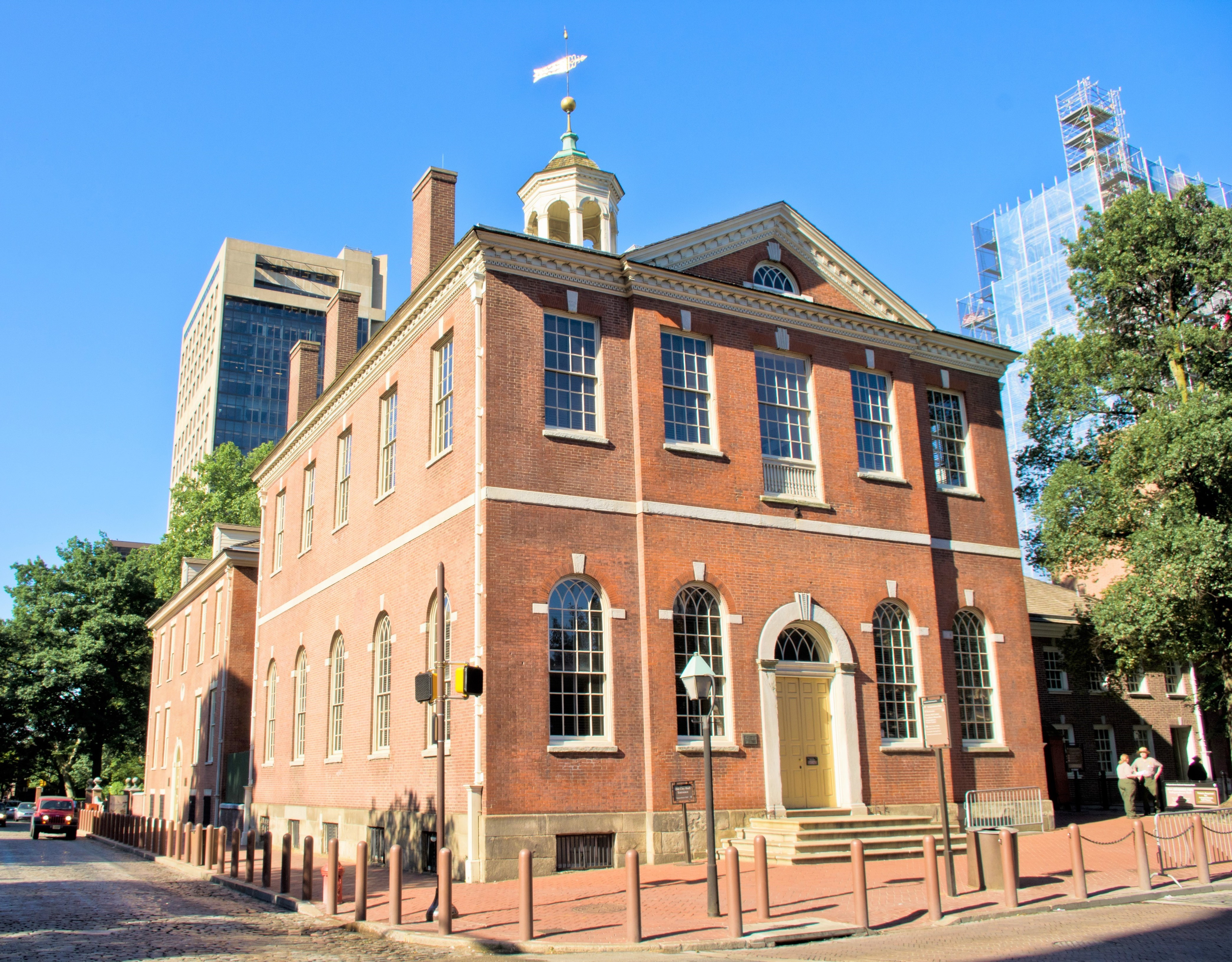
Old City Hall, que faz parte do Independence Hall, foi sede da Suprema Corte de 1791 a 1800.
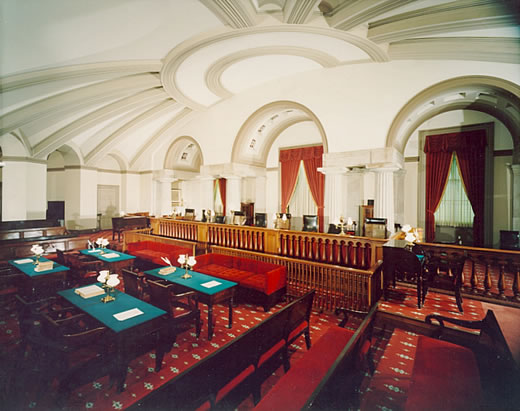
Old Supreme Court, no Capitólio, foi a sede de 1810 a 1935.